# アルメン・アナニャン
アルメン・アルチョモヴィチ（アルテミ）・アナニャン（ロシア語: Армен Артёмович Ананян、アルメニア語: Արմեն Արտեմի Անանյան、1896年 - 1958年12月18日）は、アルメニア人の革命家・政治家。

## 生涯
1896年、ロシア帝国エリザヴェトポリ県ポゴス・キリサの農家に生まれた。1914年には『ムシャク』(en) 紙特派員としてオスマン帝国とイランで活動。同年9月から1918年12月まで従軍していたが、カフカース戦線を追われて同月から翌1919年5月までロリ郡に潜伏。同年2月からボリシェヴィキ党員となり、5月から翌1920年までチフリス県ボルチャルィ郡 (ru) で地下活動に従事し、党チフリス地区委員会教官を務めた。同年にはバクーで靴の職工長も務め、12月まではバクー・ソビエト労農監査部部長でもあった。
翌1921年1月から10月までアルメニア社会主義ソビエト共和国でロリ郡労農監査部部長、同年にはロリ・パンバク地区長官も務めた。10月から翌1922年6月までスヴェルドロフ共産大学で学び、翌7月からアルメニアに戻って翌1923年7月までアルメニア共産党ダララギャズ郡委責任書記、同月から1925年9月までノヴォ・バヤゼト郡委責任書記に就いた。翌10月から1926年6月まで全連邦共産党中央委附属郡書記コースで学び、翌7月から1927年3月まではアルメニア共産党中央委責任教官となっている。翌4月から9月まではザカフカース社会主義連邦ソビエト共和国中央執行委教官、同月から1929年まではアルメニア共和国レニナカン市ソビエト議長、同年から翌1930年2月までレニナカン管区ソビエト執行委議長、翌3月から1931年2月までアルメニア共産党レニナカン市委責任書記を歴任。1928年から1931年までは同党中央委局員でもあった。
1931年2月18日から1933年4月23日までアルメニア共和国中央執行委議長、1931年2月27日から1935年1月15日までザカフカース連邦共和国中央執行委議長を務め、1933年4月17日から1934年1月まではアルメニア共和国人民委員会議副議長と農業人民委員を兼務。同月から5月まではアルメニア共産党エリヴァニ市委第二書記、同月から1937年4月まではノヴォ・バヤゼト地区委第一書記、同年3月23日から10月までアルメニア共和国公共サービス人民委員を務めた。
しかし、翌1938年1月に逮捕され、党からも除名された。1936年6月には有罪判決を下され、1947年12月までロシア共和国スヴォボードヌイの収容所で縫製工場長を務めることとなった。翌1948年1月にはアルメニアに戻されてカナヴェルで第3靴工場縫製部部長を務めていたが、12月に再逮捕されカザフ共和国に流刑された。翌1949年1月から1951年1月までルゴヴォイの障害者アルテリ「ルーチ」財政部部長を、同月から1954年9月までジャンブールの障害者アルテリ「フペリョード」店長を務めた。その後、同月からアルメニアへ戻ってエレヴァンで年金生活に入り、12月12日には党籍回復がなされた。1958年12月18日にエレヴァンで死去。